# Ein Abschied
Ein Abschied ist eine Novellette von Arthur Schnitzler, die am 2. Februar 1896 in der Literaturzeitschrift Neue Deutsche Rundschau in Berlin erschien. Sie wurde in Schnitzlers Novelletten-Sammlung Die Frau des Weisen, S. Fischer Verlag 1898 aufgenommen.

## Inhalt
Besorgt wartet der Junggeselle Albert, ein vermögender Nichtstuer, auf den heimlichen Besuch seiner jungen, schönen Geliebten Anna. Denn der letzte Besuch Annas, einer verheirateten Frau, liegt bereits fünf Tage zurück. Albert patrouilliert dann vor dem Wohnhaus der Geliebten. Schließlich hält er die Ungewissheit nicht länger aus und schickt einen Dienstmann vor. Die Hausherrin sei erkrankt. Von Kopftyphus ist die Rede. Albert will die Sterbende noch einmal sehen, wagt sich aber nicht ins Haus. Er fürchtet die Duellforderung des Ehemannes. Endlich ringt Albert sich durch. Er verlässt – zur Verwunderung seines Dieners – in aller Frühe die Wohnung und dringt ungehindert zu Anna vor. Er erfährt, dass die Geliebte soeben gestorben ist. Am Sterbebett kniet der Witwer und dankt Albert  bewegt für die Anteilnahme. Albert ist es so, als ob Anna verächtlich lächelte. Und er liest von dem Gesicht der Toten eine Forderung ab: Albert soll dem Ehemann alles sagen. Doch er stiehlt sich wortlos davon. Im Gehen ist es Albert so, als hätte ihn Anna davongejagt, weil er sie verleugnet hat.

## Rezeption
Schnitzler selbst verfasste 1897 eine Variation auf das Thema in seiner Novelle Die Toten schweigen.
Die Novelle bildet die Grundlage für den ersten Teil des zweiteiligen Fernsehfilms Abschiede, der 1986 vom ZDF und dem ORF ausgestrahlt wurde. Grundlage für den zweiten Teil ist die Erzählung  „Abschied“ von Barbara Frischmuth. Es spielen Karlheinz Hackl und Mijou Kovacs unter der Regie von Gedeon Kovács.